# سیوتادیلا
سیوتادیلا (به اسپانیایی: Ciutadilla) یک منطقهٔ مسکونی در اسپانیا است که در اورژل واقع شده‌است. سیوتادیلا ۱۷٫۰ کیلومتر مربع مساحت دارد ۵۱۹ متر بالاتر از سطح دریا واقع شده‌است.